# Col·legi dels Maristes de Girona
El Col·legi dels Maristes de Girona és una obra racionalista de Girona inclosa a l'Inventari del Patrimoni Arquitectònic de Catalunya.

## Descripció
Conjunt de diversos edificis d'estructura hexagonal que reposen sobre peus metàl·lics, recurs que afavoreix un espai diàfan, implementat per un paviment continu, a més de per algunes innovacions tecnològiques en els sistemes de condicionament de I 'espai. Destaca la planta trilobulada de cadascun dels edificis que adopten un mòdul repetit de 50 metres quadrats de superfície.

## Història
El projecte arquitectònic del Col·legi dels Maristes de Girona és fruit de l'enderrocament, el 1979, de l'antic internat dels Maristes, situat al Barri Vell i a tocar de la Catedral. El nou edifici, allunyat del centre, s'organitza per mòduls que succeeixen altres espais creats pel buidatge de les plantes baixes i els recorreguts per l'espai obert. A més a més, reflecteix les idees pedagògiques pròpies dels anys setanta, basades en la interrelació dins les escoles i en el desenvolupament dels espais educatius.